# Polyipnus limatulus
Polyipnus limatulus är en fiskart som beskrevs av Edgar von Harold och Wessel, 1998. Polyipnus limatulus ingår i släktet Polyipnus och familjen pärlemorfiskar. Inga underarter finns listade i Catalogue of Life.